# Ottenberg (Tettenweis)
Ottenberg ist ein Gemeindeteil der Gemeinde Tettenweis im niederbayerischen Landkreis Passau. Ottenberg liegt im Rottal etwa zwei Kilometer südöstlich von Tettenweis.

## Geschichte
Die Chastner von Ottenberg sind seit 1387 belegt. Sie nannten sich in der Folgezeit fast ausschließlich Herren von Ottenberg zu Inzing. Seit 1492 begegnet die Familie Geltinger als Besitzer der halben Hofmark Ottenberg. Die Lehensträger der beiden Anteile wechselten häufig, bis es 1719 dem Grafen Ferdinand Joseph von Hörwarth gelang, beide Teile der Hofmark in seiner Hand zu vereinen. 1752 war die Hofmark, die dem Landgericht Griesbach unterstand, im Besitz der Herren von Schrenk und 1758 des Georg Alois von Doss. 1780 gehörte sie dem Bürgermeister von Landshut Joseph von Axthalb.
Aus der Hofmark ging das Patrimonialgericht Ottenberg hervor, und bei der Gemeindebildung 1818 kam Ottenberg zur Gemeinde Poigham. 1867 bestand der Ort aus elf Häusern mit 77 Einwohnern. Im Zuge der Gebietsreform in Bayern gelangte Ottenberg mit der Auflösung der Gemeinde Poigham am 1. Juli 1970 zur Gemeinde Tettenweis.

## Sehenswürdigkeiten
- Filialkirche St. Leonhard und St. Wolfgang. Das kleine Bauwerk mit Dachreiter ist in seinem Kern wohl frühgotisch.